# Exacum grande
Exacum grande är en gentianaväxtart som beskrevs av J. Klackenberg. Exacum grande ingår i släktet Exacum och familjen gentianaväxter. Inga underarter finns listade i Catalogue of Life.